# Município Sumbe
Município Sumbe är en kommun i Angola.   Den ligger i provinsen Cuanza Sul, i den västra delen av landet, 300 km söder om huvudstaden Luanda.
I omgivningarna runt Município Sumbe växer huvudsakligen savannskog. Runt Município Sumbe är det glesbefolkat, med 17 invånare per kvadratkilometer.